# 讲武城站
讲武城站是一个京广线上的铁路车站，原名双庙站。位于河北省邯郸市磁县讲武城镇，建于1938年，目前为四等站，邮政编码为056500。目前客运：办理旅客乘降；行李、包裹托运；货运：办理整车货物发到。该车站是京广铁路在河北省内最南端的车站，京广线由此站向南跨过漳河后即进入河南省。